# Bertha de Sulzbach
Bertha de Sulzbach (en alemán: Bertha von Sulzbach) (década de 1110 - 29 de agosto de 1159) fue una emperatriz bizantina por matrimonio con el emperador Manuel I Comneno.

## Vida
Nació en Sulzbach, hija de Berengar II, conde de Sulzbach (c. 1080 - 3 de diciembre de 1125) y su segunda esposa, Adelheid de Wolfratshausen. Este fue uno de los gobernantes que firmó el Concordato de Worms (23 de septiembre de 1122). En agosto de 1125, se menciona a Berengario en los documentos de Lotario III, rey de los romanos. La muerte de Berengario se menciona cuatro meses después.

### Emperatriz
Los emisarios del emperador bizantino Juan II Komnenos llegaron a Alemania, buscando una alianza contra Roger II de Sicilia. Para sellar la alianza, los emisarios solicitaron que Conrad enviara a una princesa de su familia para casarse con el hijo del emperador, Manuel. En cambio, Conrad seleccionó a su cuñada, Bertha, y después de adoptarla legalmente como su hija, la envió al Imperio Bizantino escoltada por Emicho von Leiningen, el obispo de Würzburg.
Cuando Bertha llegó a la corte imperial de Constantinopla, el emperador Juan estaba muerto y su hijo Manuel era ahora el emperador reinante. Manuel tardó tres años en casarse con ella, hasta poco después de la Epifanía de 1146, momento en el que se convirtió en emperatriz y pasó a llamarse "Irene" (Εἰρήνη), un nombre común para las princesas nacidas en el extranjero. Como introducción para ella a la cultura helénica con la que se casaba, John Tzetzes escribió sus Alegorías sobre la Ilíada.
Irene se destacó por evitar la frivolidad de la lujosa corte bizantina; Basilio de Ocrida, el arzobispo de Tesalónica, la elogió por su modestia y piedad, y Nicetas Coniata (53sq.) Señaló que no usaba pintura facial. El patriarca de Constantinopla, Cosme II, que había sido acusado de herejía, supuestamente maldijo el vientre de la emperatriz en el 1147 para evitar que tuviera un hijo.
Irene murió en Constantinopla en 1159. Su esposo Manuel fue descrito como "rugiendo como un león" de dolor por su muerte, a pesar de las supuestas infidelidades que cometió durante su matrimonio. El emperador e volvió a casar en el 1161, con María de Antioquía.

## Descendencia
Ella y Manuel tuvieron dos hijas:
- Maria Comnena (1152-1182), que se casó con Renier de Montferrato.
- Ana Comneno (1154-1158)